# NGC 7716
NGC 7716 é uma galáxia espiral barrada (SBb) localizada na direcção da constelação de Pisces. Possui uma declinação de +00° 17' 51" e uma ascensão recta de 23 horas, 36 minutos e 31,3 segundos.
A galáxia NGC 7716 foi descoberta em 6 de Setembro de 1831 por John Herschel.